# Nara prefektur
Nara prefektur (奈良県; Nara-ken) är en del av Kansairegionen på ön Honshu i Japan. Residensstaden är Nara. 

## Administrativ indelning
Prefekturen var år 2016 indelad i tolv städer (-shi) och 27 kommuner (-chō eller -mura).
De 27 kommunerna grupperas i sju distrikt (-gun). Distrikten har ingen administrativ funktion utan fungerar i huvudsak som postadressområden.
Städer:
- Gojō, Gose, Ikoma, Kashiba, Kashihara, Katsuragi, Nara, Sakurai, Tenri, Uda, Yamatokōriyama, Yamatotakada

Distrikt och kommuner:
| - Ikoma distrikt - Ando - Heguri - Ikaruga - Sangō - Kitakatsuragi distrikt - Kanmaki - Kawai - Kōryō - Ōji | - Shiki distrikt - Kawanishi - Miyake - Tawaramoto - Takaichi distrikt - Asuka - Takatori - Uda distrikt - Mitsue - Soni - Yamabe distrikt - Yamazoe | - Yoshino distrikt - Higashiyoshino - Kamikitayama - Kawakami - Kurotaki - Nosegawa - Ōyodo - Shimoichi - Shimokitayama - Tenkawa - Totsukawa - Yoshino |